# Ligne du Simplon
La ligne Lausanne – Brigue, ou aussi ligne du Simplon, est une ligne ferroviaire suisse, reliant la ville de Lausanne dans le canton de Vaud et celle de Brigue dans le canton du Valais. Depuis Lausanne, la ligne longe la rive nord-est du lac Léman puis traverse le Chablais entre le Chablais valaisan et le Chablais vaudois, en remontant la vallée du Rhône jusqu'à Brigue. Elle est gérée par les Chemins de fer fédéraux suisses.
Construite en plusieurs sections à partir de 1859, ses deux extrémités furent reliées en 1906, Brigue étant reliée en 1878. L'ouverture du tunnel du Simplon en 1906 draina une importante quantité de marchandises et de passagers entre la France, l'Italie et une partie de l'Allemagne. L'ouverture du tunnel du Lötschberg en 1913 a augmenté le trafic provenant des régions au nord de Bâle.

## Historique
La ligne du Simplon est un passage historique, utilisé depuis longtemps entre la France et l'Italie, le trafic s'écoulait alors principalement par le col du Simplon et du Grand-Saint-Bernard. La route du col du Simplon fut construite sous Napoléon Bonaparte peu après 1800, le col du Grand-Saint-Bernard était déjà utilisé par les Romains vers le IVe siècle[réf. nécessaire].

### Construction d'une ligne Lausanne - Sion - Brigue

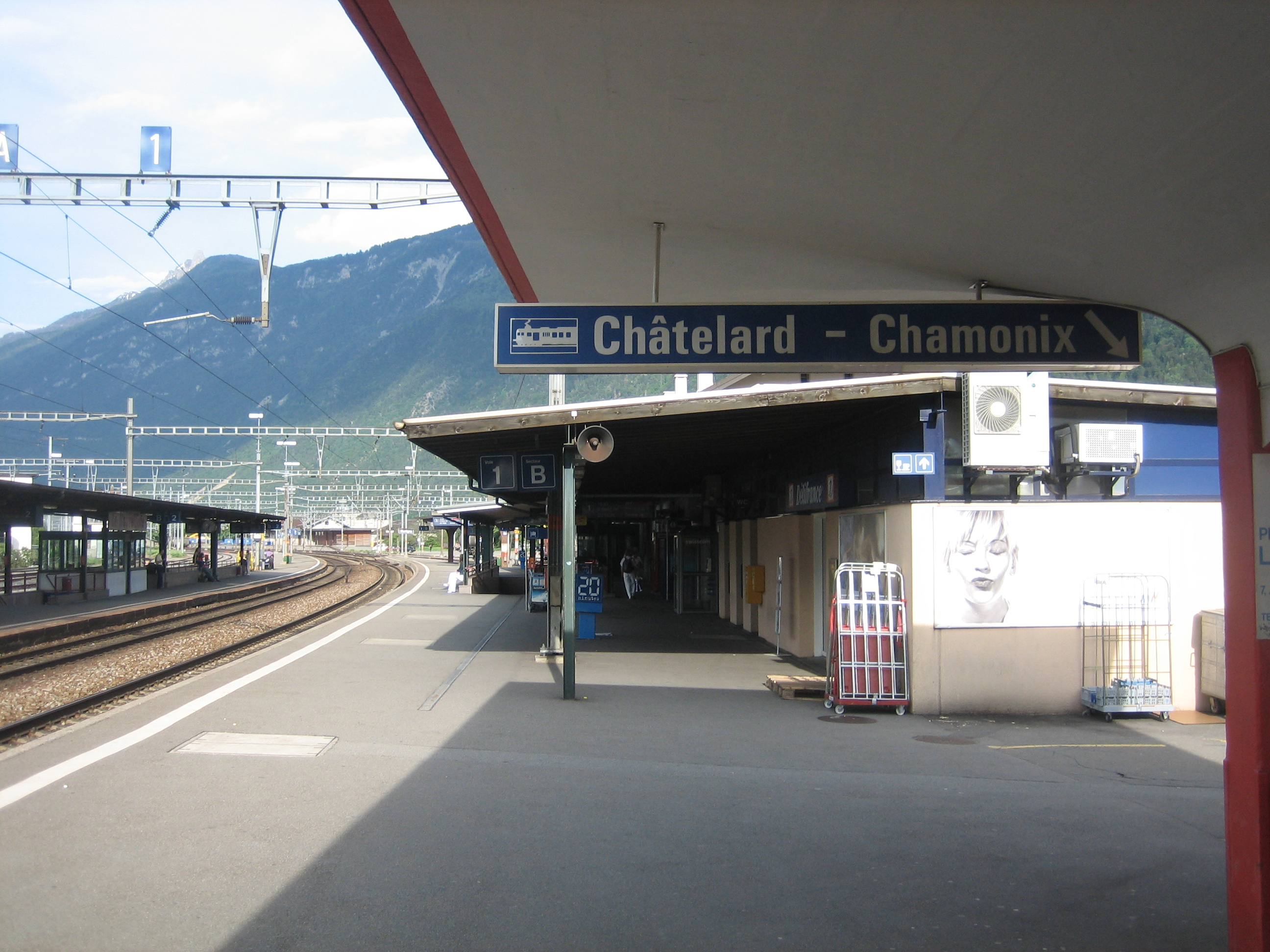
Gare de Martigny

La ligne Lausanne - Sion - Brigue fut construite entre 1857 et 1878, en plusieurs tronçons.
La première voie ferrée de cet axe fut le tronçon Martigny — Saint-Maurice — Le Bouveret, construit par la Compagnie de la Ligne d'Italie (LI) en 1859, appelée la (Ligne du Tonkin)[Quoi ?]. En 1860, elle relia Sion puis Sierre en 1868. Ensuite, Saint-Maurice et Villeneuve furent reliés en 1860 par la Compagnie de la Suisse occidentale. En 1874, la Compagnie du Simplon racheta la Compagnie de la Ligne d'Italie et construisit la ligne de Sierre à Brigue entre 1877 — 1878.
- 1855/56 : Yverdon — Lausanne — Morges
- 1857 : Villeneuve — Bex
- 1859 : Bouveret — Saint-Maurice — Martigny
- 1860 : Bex — Saint-Maurice
- 1860 : Saint-Maurice — Lausanne
- 1860 : Martigny — Sion
- 1861 : Lausanne — Villeneuve
- 1868 : Sion — Sierre
- 1877 : Sierre — Loèche
- 1878 : Loèche — Brigue

Le 18 novembre 2013, les travaux d'agrandissement du tunnel de Saint-Maurice, marquant la frontière entre les cantons de Vaud et du Valais, débutent. Les travaux de ce tunnel construit en 1859, vont offrir une plus grande hauteur afin de permettre le passage de trains à deux étages, tels que les rames KISS par exemple. Le trajet Lausanne – Sion sera réduit de 12 minutes. Le montant se chiffre à 45 millions de francs.

#### Double voie
La ligne fut progressivement doublée entre 1900 et 2004 :
- Lausanne — Villeneuve : 1900
- Villeneuve — Martigny : 1910
- Martigny — Riddes : 1914
- Riddes — Sion : 1932
- Sion — Saint-Léonard : 1968
- Saint-Léonard — Granges/Lens : 1970
- Granges/Lens — Sierre : 1901
- Sierre — Salquenen : 1967
- Salquenen — Loèche : 2004[5]
- Loèche — Tourtemagne : 1978
- Tourtemagne — Gampel/Steg : 1979
- Gampel/Steg — Rarogne : 1977
- Rarogne — Viège : 1978
- Viège — Brigue : 1918
- Brigue — Iselle di Trasquera : 1922[6]
- Iselle — Domodossola (FS) : 1922

### Construction du tunnel du Simplon

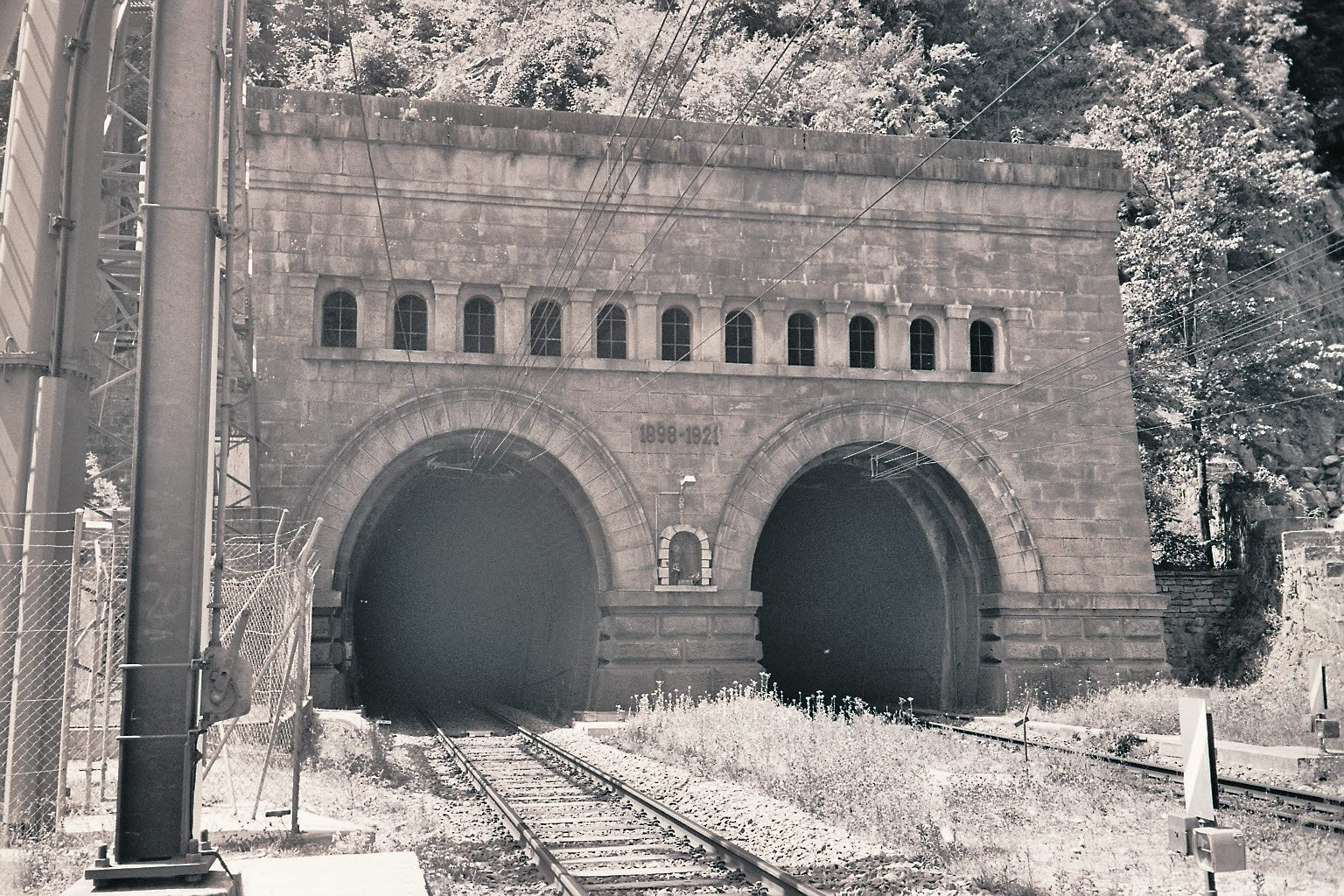
Une des entrées du Tunnel du Simplon

C'est en 1880 que le projet de tunnel ferroviaire sous les Alpes entre Brigue et Domodossola à travers le massif du Simplon a pris une tournure plus concrète malgré nombre de critiques quant à cette entreprise gigantesque pour l'époque. Le projet comportait un tunnel et une galerie de plus petit diamètre en parallèle à une distance de 17 mètres, sur près de 20 kilomètres de longueur.
Les conditions de travail étaient extrêmes pour les ouvriers. Une température élevée en fut l'une des principales causes, celle de la pierre sous 2145 m de roche dans le point le plus profond, atteignit 55 degrés vers le milieu du tunnel. Celle de l'air proche de trente degrés, nécessita une ventilation constante et une aspersion continuelle d'eau froide sous forme de pluie fine. Une impressionnante source d'eau chaude de près de 1 200 litres par seconde en fut une autre, ainsi que diverses inondations, mais malgré ces difficultés, la jonction se fit le 24 février 1905 et le premier train traversa le tunnel le 23 janvier 1906. C'était alors le plus long tunnel du monde. La seconde galerie reliée au tunnel principal par des galeries transversales sera terminée en 1922.
- 1er août 1898, début du percement du premier tube, par la Compagnie du Jura-Simplon, alors propriétaire de la ligne.
- 24 février 1905, fin du percement.
- 28 mai 1906, inauguration.
- 1906, électrification.
- 1912, début de l'élargissement du 2e tube.
- 1921, fin du percement du 2e tube.

### Les compagnies
La Compagnie du Simplon fusionna en 1881 avec la Compagnie de la Suisse occidentale, cette nouvelle compagnie fusionna avec la Compagnie du Jura-Berne-Lucerne en 1890 pour donner la Jura - Simplon.
- 14 juillet 1859 : Compagnie de la Ligne d'Italie (LI)
- 1er juin 1874 : Compagnie du Simplon (S)
- 28 juin 1881 : Suisse Occidentale-Simplon (SOS)
- 1er janvier 1890 : Jura-Simplon (JS)
- 1er mai 1903 : Nationalisation et incorporation aux Chemins de fer fédéraux suisses (CFF)

La ligne tient une grande partie de son importance de par le tunnel du Simplon, celui-ci fut construit à partir de 1898 jusqu'en 1906. Reliant Brigue, à Iselle, sur la commune de Trasquera en Italie, il mesure 19,79 km, et est à double voie depuis 1922.

## Infrastructure

### Signalisation
En 2017, l'ETCS L2 est en service entre Lausanne (hors gare) et Villeneuve. Ce changement sert de projet pilote pour la transition de l'ensemble du réseau qui devait avoir lieu d'ici 2025.
Depuis décembre 2017, le reste de la ligne qui est équipé de signaux lumineux est protégé par le système de sécurité ETCS L1 LS en plus des systèmes suisses Euro-Signum et Euro-ZUB.
Une deuxième tronçon entre Sion et Sierre est basculé vers la signalisation en cabine en 2018. Il était prévu d'équiper les tronçons Roche VD – Vernayaz et Viège – Simplon de la même technique dès 2022/23. Cependant, pour des raisons de coût et perennité technique (le système GSM-R n'étant supporté par les fournisseurs que jusqu`à l'horizon 2030), ces changements ont été repoussés à une date ultérieure.

## Service et matériel roulant
La ligne du Simplon est utilisée pour le trafic passager et fret. Le trafic passager est partagé entre le trafic international, interrégional, et régional.

### Au temps des locomotives à vapeur

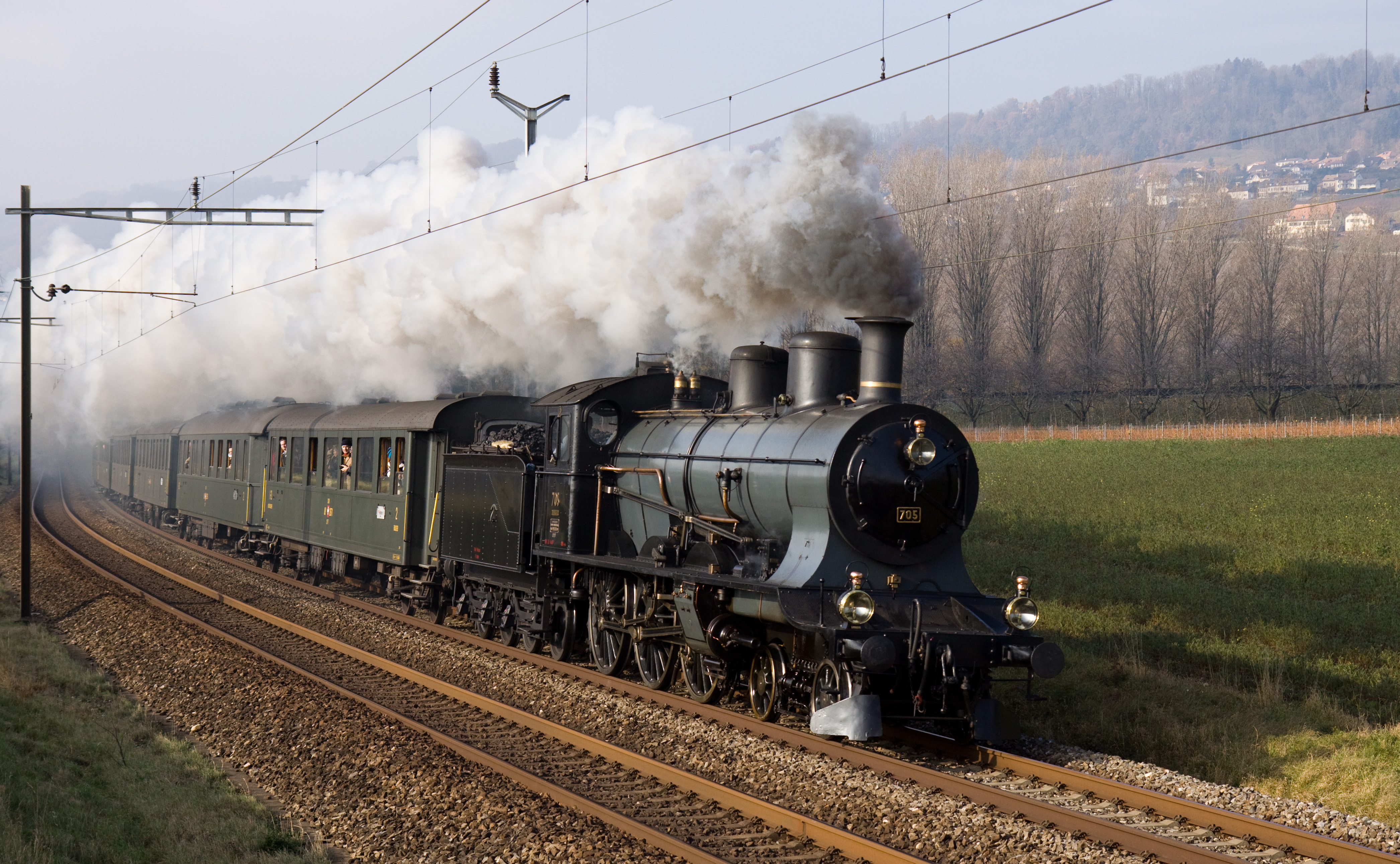
SBB Historic A 3/5 705

Lorsqu'en juin 1878, un train part des bords du Lac Léman pour arriver la première fois à Brigue, après l'achèvement du tronçon Sierre — Brigue, l'horaire compte seulement trois paires de trains : matin, midi et soir. Le trajet dure quatre heures. À cette époque, des locomotives à vapeur légères de type B 2/3 ou Ec 2/3 remorquent sans distinction bagages, poste, marchandises et voyageurs. Ces locomotives sont capables de tirer des compositions de 50 tonnes et de circuler à une vitesse comprise entre 30 km/h et 40 km/h.
En 1881, la compagnie du Jura-Simplon acquiert la plupart de ses locomotives à SLM. Parmi ces locomotives figurent l'A 2/4 et la B 3/4.
Développant en commun les A 3/5 n°231 et 232, JS et SLM innovent dans le domaine de la construction de locomotives. Séduits par leurs performances et à la suite de l'étatisation de la compagnie, les CFF en commandent 107 jusqu'en 1909.
Pendant deux décennies, attelées à des trains rapides, ces locomotives  parcourent la Vallée du Rhône. Après l'ouverture du Tunnel du Simplon, le dépôt de Brigue reçoit des C 4/5. Elles sont principalement au service de traction de la rampe sud, sur le tronçon Iselle — Domodossola.

### Le temps de la locomotive au courant alternatif

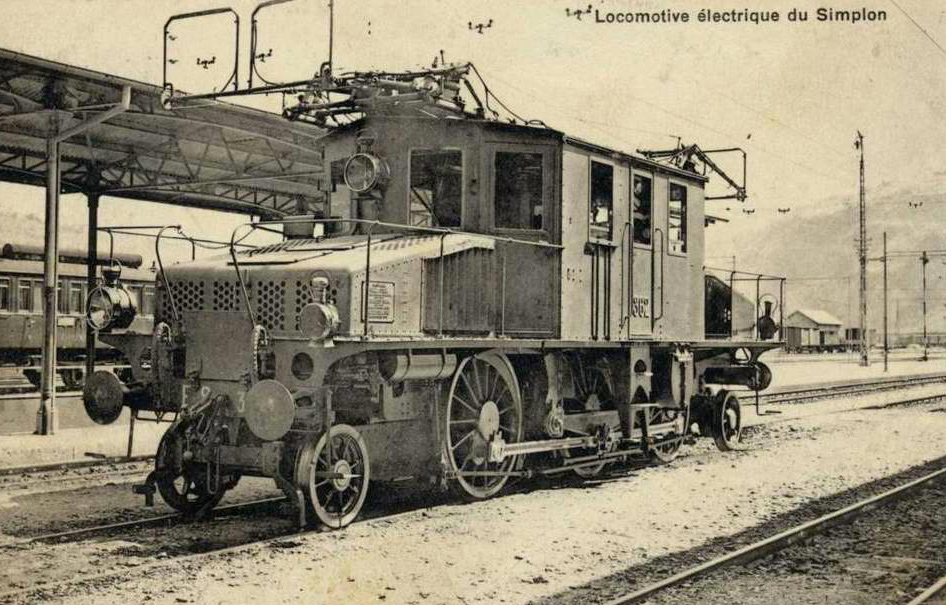
Une des premières locomotives électriques de la ligne du Simplon Ae3/5

Étant trop dangereux de maintenir une voie avec des locomotives à vapeur dans le tunnel du Simplon, la décision audacieuse fut prise de s'appuyer dès le début sur la technologie du courant alternatif triphasé alors très jeune. En 1906, la Brown, Boveri & Cie, connue aujourd'hui sous le nom d'ABB, finit d'installer le système dans le tunnel du Simplon sur 20 km de long. Le 29 avril 1906, les premières courses d’essai débutent avec les Fb 3/5 365, 364 et 361 prêtées par les Ferrovie dello Stato car ils possédaient déjà une ligne triphasée (Lecco — Colico — Chiavenna/Sondrio). En 1907, SLM et Brown, Boveri & Cie livrent les Fb 4/4 366 et 367. Les locomotives louées aux chemins de fer de Valteline peuvent donc être restituées. En 1914, lors de l’Exposition nationale, SLM et BBC présentent la Fb 4/6 371 qui ne répondra pas aux attentes en raison de pannes fréquentes et sera utilisée comme locomotive de réserve dès 1927. En raison de pénurie de charbon,  le tronçon entre Sion et Brigue est équipé du courant alternatif triphasé en 1919. On achète donc deux nouvelles Fb 4/4 368 et 369. Puis en 1922 la seconde galerie terminée, le courant triphasé y est aussi installé.
En 1924, le tronçon Lausanne — Sion est converti au courant alternatif monophasé de 15 kV 16 2/3 Hz. En 1927, c’est au tour du tronçon Sion — Brigue en 1927 et en 1930, du tronçon Brigue — Iselle. Afin de faciliter l’exploitation, les Chemins de fer fédéraux suisses proposent aux autorités italiennes d’électrifier le tronçon Iselle — Domodossola. Les travaux s’achèvent le 2 mars 1930 scellant ainsi la fin du système triphasé au Simplon. Le tronçon Domodossola — Milan-Centrale ne sera électrifié qu’en 1947 avec un courant continu de 3000 volts. Dès l’arrivée du courant monophasé à Brigue, les Ae 3/6 et les Ae 4/7 circulent sur la ligne. Toutefois, quelques locomotives à vapeur restent stationnées à Brigue comme locomotive de manœuvre (Ee 3/3 "Tigerli") ou comme locomotive de réserve (une A 3/5 et une Eb 3/5). À partir des années 1960, elles seront remplacées par des véhicules de manœuvre à traction électrique Ee 3/3 et diesel Bm 4/4 et Bm 6/6.
- Liste des locomotives à courant alternatif ayant circulé sur la ligne du Simplon :

⇒ Ae 3/5 (Fb 3/5 361-365), Ae 4/4 (Fb 4/4 366-369), Ce 4/6 (Fb 4/6 371), Ae 3/6 I 1061-1714, Ae 4/7 10901-11027, Ce 6/8 II "crocodile", Be 4/7 12501-12506

### Développement

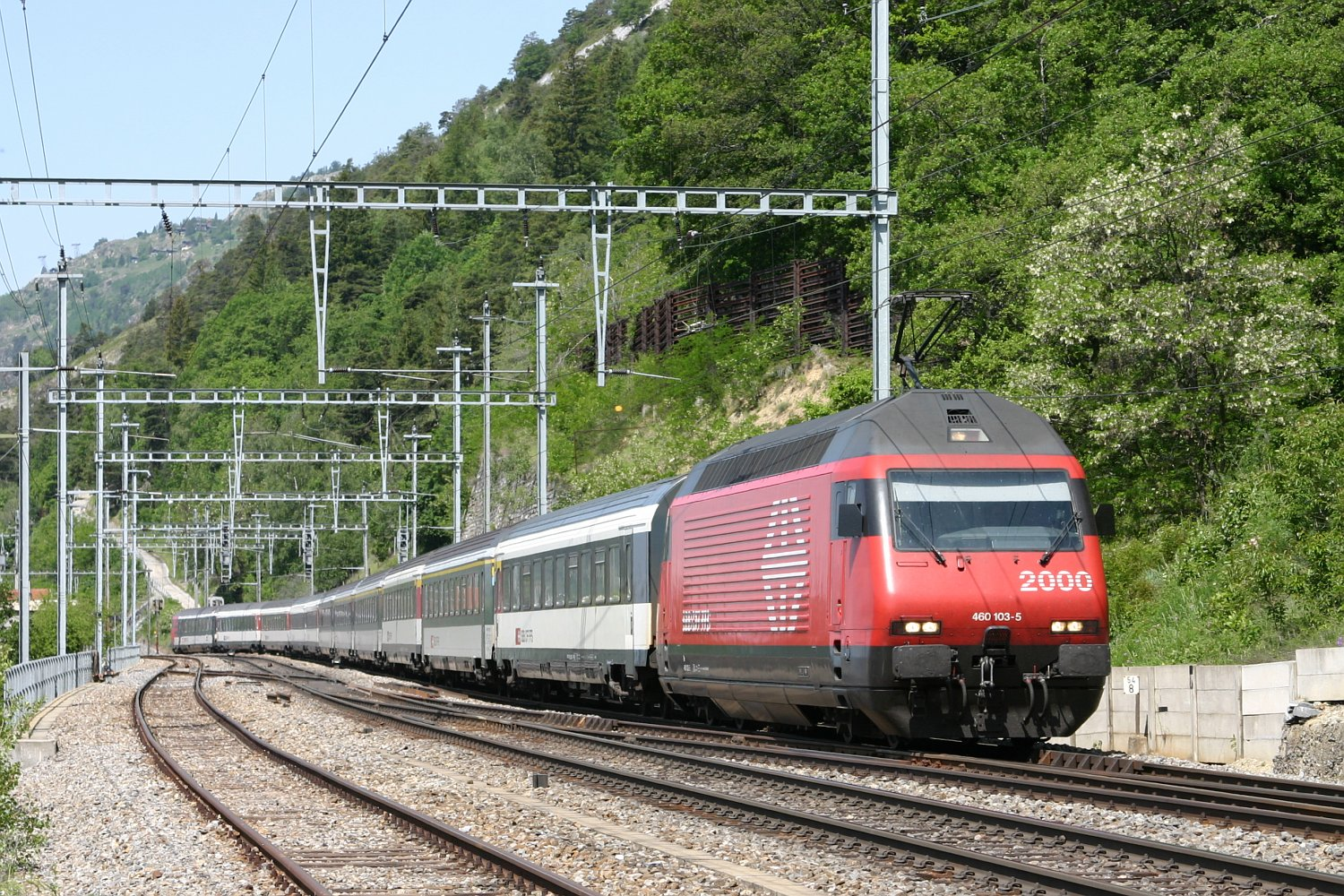
Une Re 460 remorquant un IR en Valais à Hohtenn sur la ligne du Lötschberg.

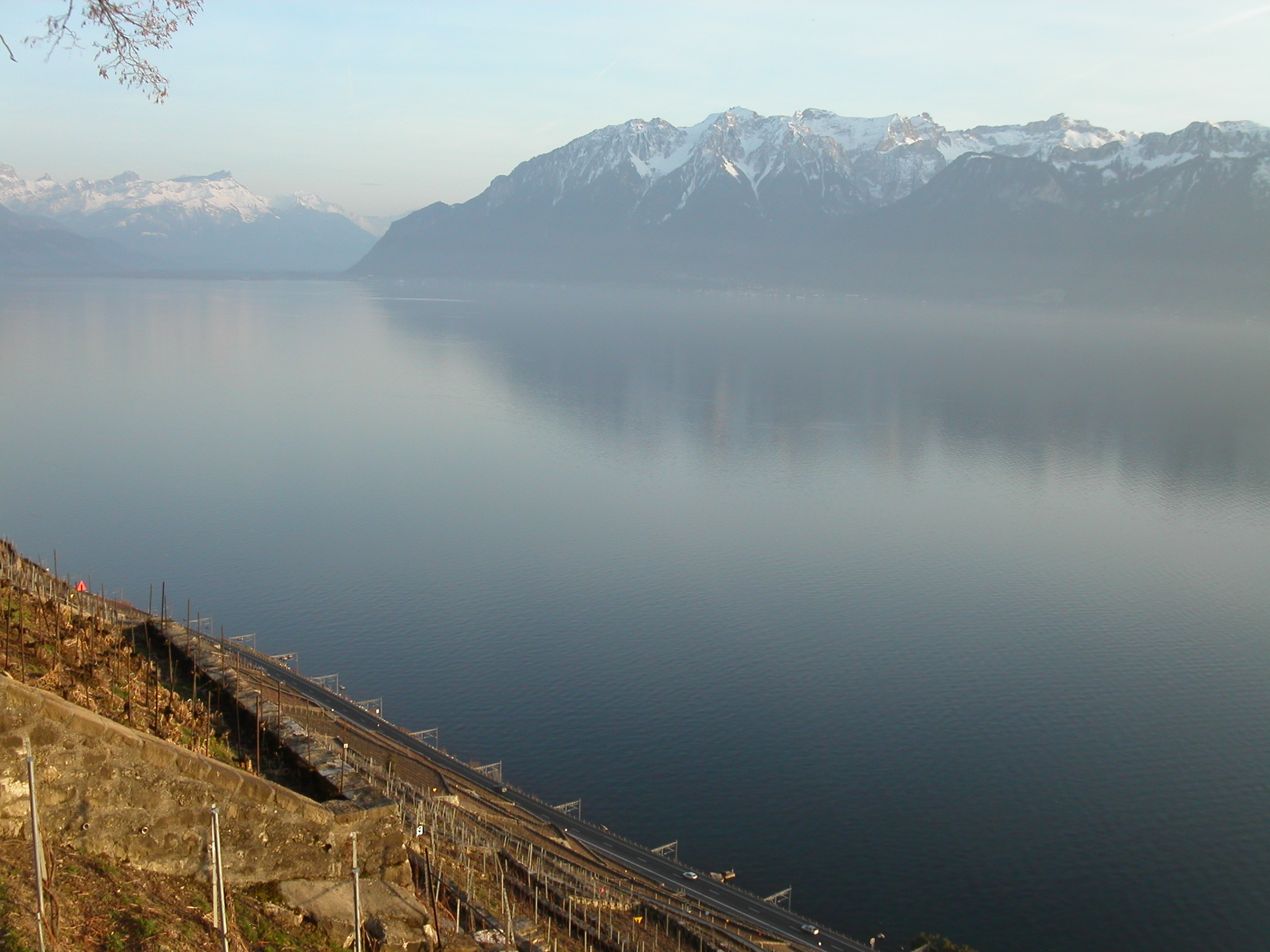
La ligne au bord du Léman dans Lavaux.

Le service passager se compose d'EuroCity (Genève Aéroport — Lausanne — Brig — Milan(— Venise)), d'InterRegio (Genève Aéroport — Lausanne — Brigue) et de trains régionaux. Le TGV Lyria provenant de Paris est prolongé de Lausanne à Brigue en hiver.
La ligne du Simplon est accompagnée le long de son parcours par nombre d'autres chemins de fer :
(de Lausanne à Brigue)
- Chemin de fer Lausanne-Échallens-Bercher (LEB)
- Transports Montreux-Vevey-Riviera (MVR)
- Chemin de fer-musée Blonay-Chamby (BC)
- Chemin de fer Montreux - Oberland Bernois (MOB)
- Transports publics du Chablais (TPC)
- Transports de Martigny et Régions (TMR)
- Funiculaire SMC (SMC)
- Matterhorn-Gotthard Bahn (MGB)
- Chemin de fer du Lötschberg (BLS)
- Società Subalpina di Imprese Ferroviarie (SSIF)

#### Trains suisses

##### InterRegio
Les trains interrégionaux (IR 90) circulant par la ligne du Simplon partent de la gare de Genève-Aéroport pour se rendre à Brigue et sont exploités par les Chemins de fer fédéraux suisses. L'InterRegio90 est composé de voitures de type VU IV elles-mêmes tractées par une locomotive électrique de type Re 460. Il circule sur cette ligne depuis 1985. Depuis le dimanche 9 décembre 2018, les premiers InterRegio à deux étages circulent sur la ligne du Simplon.  
- La ligne :

90 Genève-Aéroport - Genève - (Nyon) - (Morges) - Lausanne - Vevey - Montreux - Aigle - (St-Maurice) - Martigny - Sion - Sierre/Siders - (Leuk) - Visp - Brig 
- Matériel roulant 
  - Re 460 + rame tractée VU IV
  - Re 460 + rame tractée IC 2000 / IC2020
  - RABe 511 "KISS"

##### RegioExpress
Chaque heure en service nominal, deux trains RegioExpress33 relient Annemasse à Vevey, dont un est prolongé jusqu'à Saint-Maurice et même Sion à l'heure de pointe :
- 33 : Annemasse — Genève - Lausanne - Vevey (-St-Maurice) (-Sion)

Ces liaisons sont exploitées avec des rames constituées d'éléments RABe 511 "KISS".

##### Trains régionaux
Arc lémanique

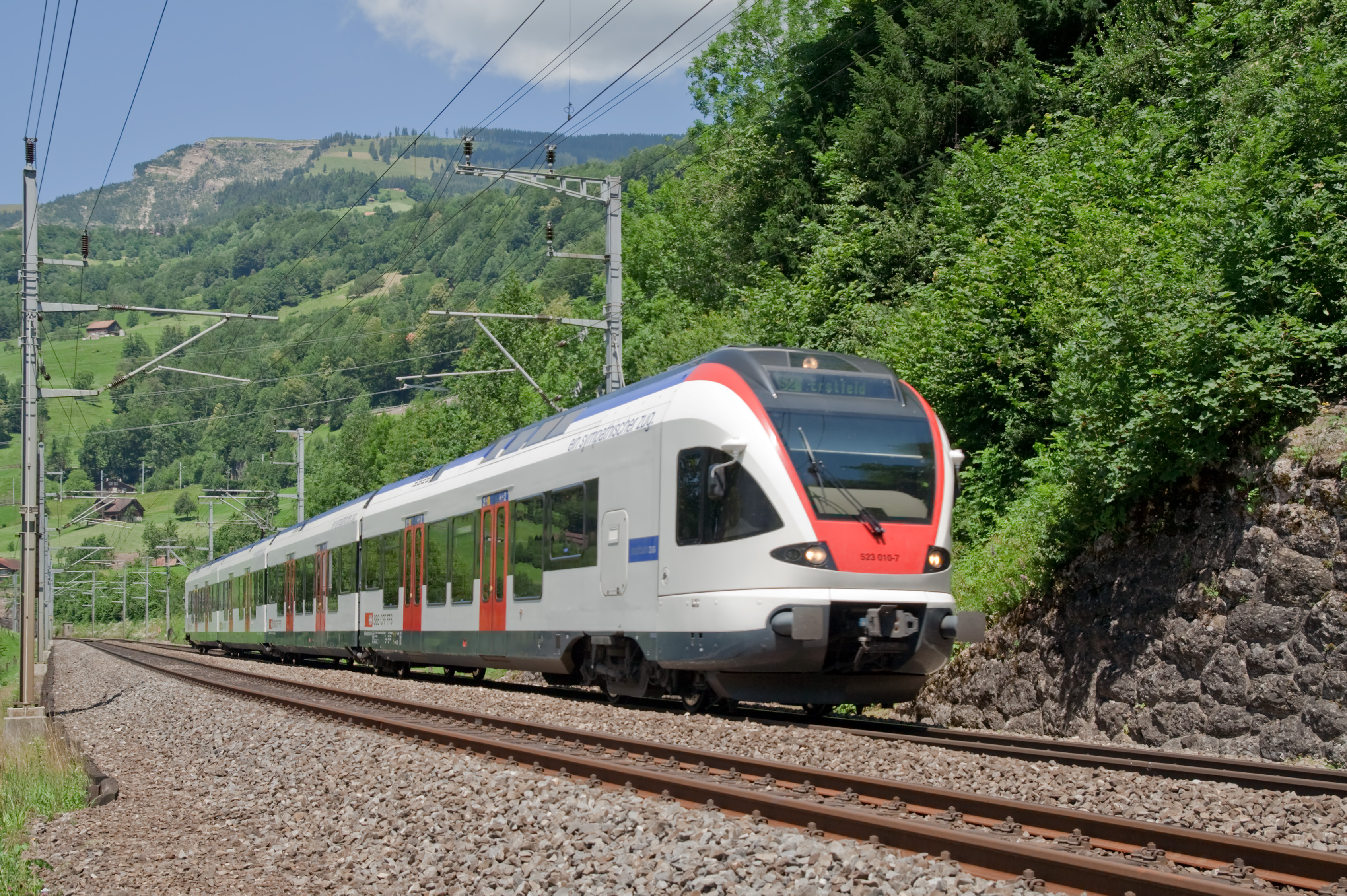
RABe 523 FLIRT

Le réseau régional Vaudois interagit entre les villes de Lausanne, Genève, Bienne, Berne et le Valais. Il est assuré par le Réseau Express Vaudois. Le matériel roulant utilisé variait entre des voitures de type Colibri et une automotrice RBDe 560. Des rames FLIRT ont été introduites à partir de 2010.
Les lignes du RER Vaud :
- Le Réseau Express Vaudois (REV) : 
  - R1 : Grandson - Lausanne - Cully (desserte de toutes les haltes) 
    - R2 : Grandson - Lausanne - Cully (accéléré entre Yverdon-les-Bains et Cossonay-Penthalaz)
    - R3 : Vallorbe - Lausanne - St-Maurice
    - R4 : Vallorbe / Vallée de Joux - Lausanne - Aigle
    - R5 : Allaman - Lausanne - Palézieux
    - R6 : Allaman - Lausanne - Palézieux (-Romont)
    - R7 : Vevey - Puidoux
    - R8 : Palézieux - Payerne (-Avenches)
    - R9 : Lausanne - Palézieux - Payerne - Avenches - Kerzers

Le matériel roulant :
- 1987 : rames NTN, RBDe 560
- 2010 : rames FLIRT et DOMINO

En Valais

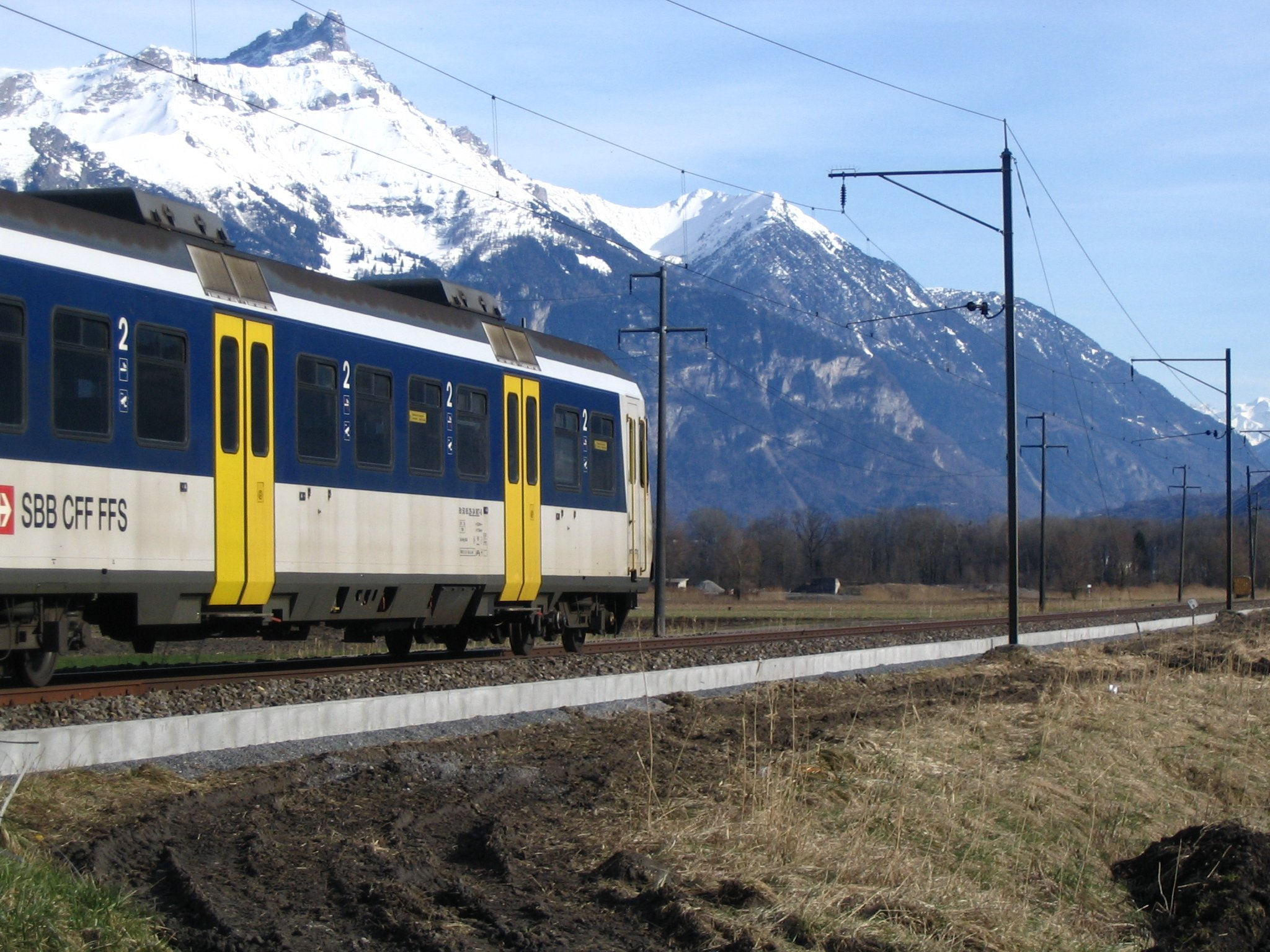
Train de type Colibri en Valais

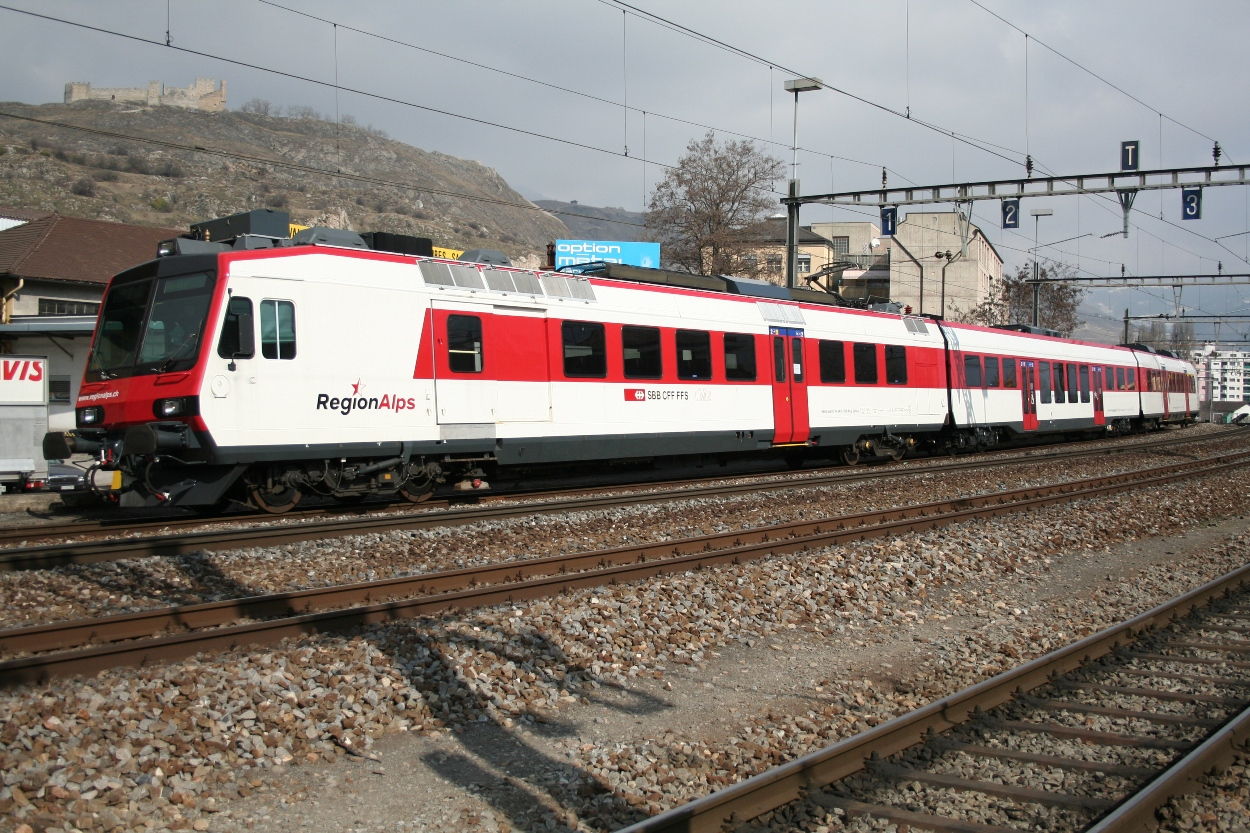
Rame-Domino à Sion

Le réseau régional valaisan est assuré par RegionAlps SA. Le matériel roulant utilisé sont depuis 2009 des rames DOMINO.
La ligne :
- RegionAlps SA

R91 : St-Gingolph — Monthey — St-Maurice — Martigny — Sion — Sierre — Brigue
Le matériel roulant :
- 1987 : rames NTN, RBDe 560
- 2009 : rames Domino, rénovation des RBDe 560
- Février à décembre 2024 : 1 rame a été louée par RegionAlps à la compagnie ferroviaire du BLS pour faire face à l'augmentation des voyageurs et circule entre St-Gingolph et Brig

En Italie
Le service se compose de quelques courses Brigue — Domodossola marquant l'arrêt à Iselle, Varzo et Preglia.
- Matériel roulant :

Voitures unifiées I et II

#### Trains internationaux

##### Le TEE
Entre les années 1961 et 1966, le TEE Cisalpin est assuré par les 4 rames quadricourant de type RAe (numérotés n°1051 à 1054 par les CFF), à 5 éléments d’abord puis, entre 1966 et 1974, avec les mêmes rames renforcées avec un 6e élément et avec l’aide d’une 5e rame RAe n°1055 neuve, fabriquée directement à 6 éléments.
Au début des années 70, la SNCF reprocha aux CFF le manque de souplesse des rames RAe TEE II, indéformables et incompatibles avec tout autre matériel ferroviaire. La course du TEE RAe TEE II dura de 1961 au 25 mai 1974. S'il fallait renforcer le train lors d'un pic de trafic, il n'y avait pas d'autre solution que d'ajouter une seconde rame, la capacité du train passant ainsi du simple au double. Il fut donc décidé d'assurer le Cisalpin dès le 26 mai 1974 avec une rame tractée composée des nouvelles voitures Mistral 1969.
- Les lignes :

 Cisalpin 01.07.1961 – 21.01.1984 Paris-Gare de Lyon – Dijon – Lausanne – Brig – Domodossola – Milan-Centrale
 Lemano 01.06.1958 – 22.05.1982 Genève – Lausanne – Brig – Domodossola – Milan-Centrale
- Matériel roulant

Cisalpin 01.07.1961 – 25.05.1974 : RAe TEE II
26.05.1974 – 21.01.1984 : Re 4/4 II + Voitures Mistral 1969
Lemano 01.06.1958 – 27.05.1972 : ALn 442-448
28.05.1972 – 22.05.1982 : Re 4/4 II + voitures Gran Comfort FS

##### TGV

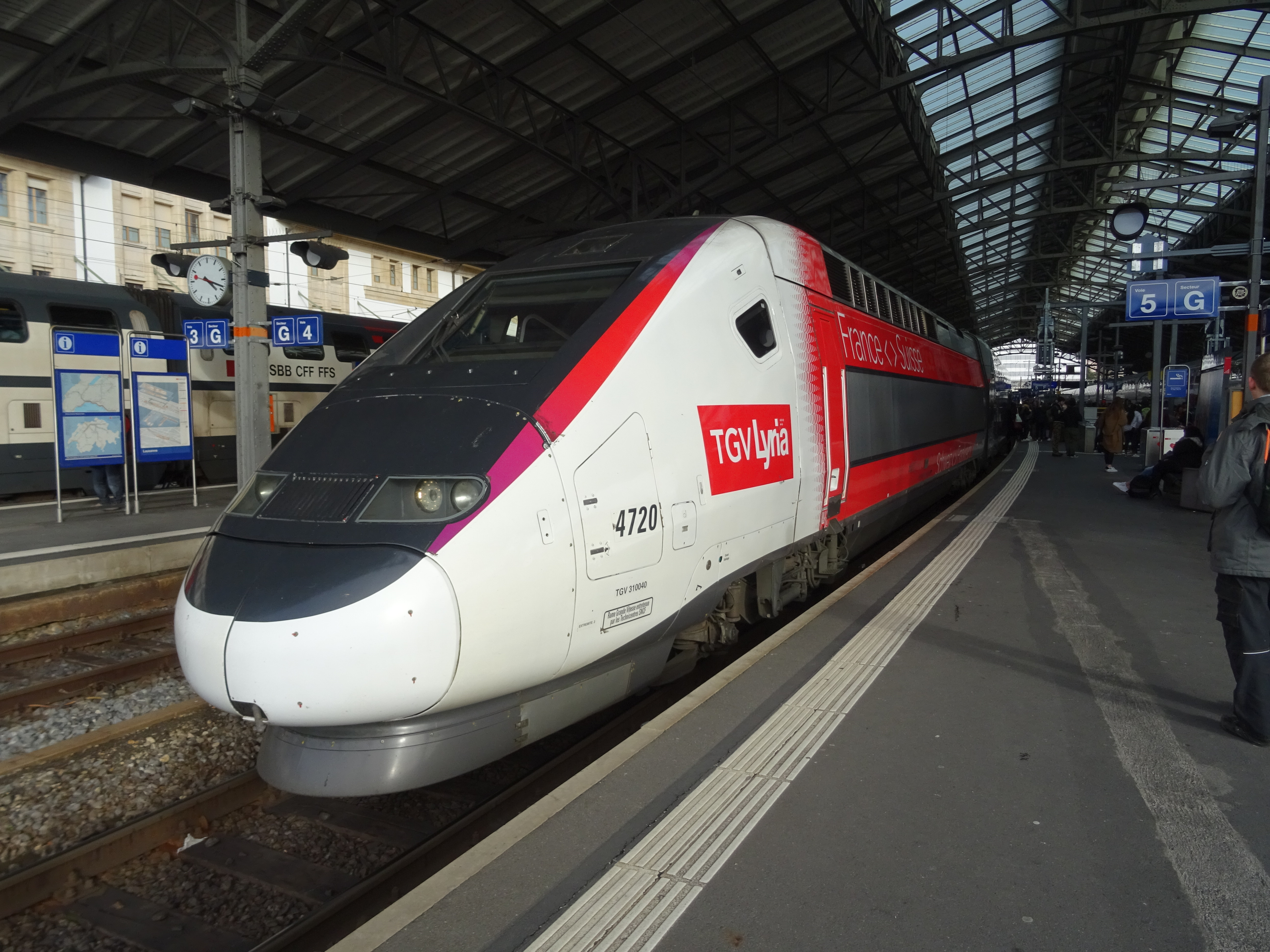
TGV 2N2 Lyria à Lausanne.

La relation Paris-Gare de Lyon — Lausanne — Milan fut assurée par le Trans-Europ-Express (TEE) Cisalpin à partir de l'été 1961.
Le 22 janvier 1984, une liaison TGV est mise en place entre Paris et Lausanne. Cette liaison est exploitée conjointement par la SNCF et les CFF en TGV Sud-Est tricourant. Pour garder l'esprit des grands express européens, les trains sont baptisés Lemano, et Cisalpin.
Pour l'hiver 1995 — 1996, la liaison vers Lausanne est prolongée tous les samedis jusqu'à Brigue pour desservir les stations de sports d'hiver de la haute vallée du Rhône.
À partir du 28 septembre 1997, les services ferroviaires vers Lausanne et Berne sont effectués sous la marque « Ligne de Cœur ». Les neuf rames sont pelliculées suivant cette nouvelle identité visuelle tandis que la desserte est réorganisée et renforcée.
Le 4 mars 2002, que le nom de « Lyria » remplace celui de « Ligne de Cœur ». Le champ d'action de Lyria est étendu en janvier 2005 à la ligne Paris-Gare-de-Lyon — Genève.
La ligne du Simplon ne voit aujourd'hui plus circuler de TGV. Ceux-ci, venant de Paris via Genève ou Vallorbe, sont systématiquement terminus à Lausanne, au plus.
Jusqu'au changement d'horaire 2017, certains TGV Lyria de la ligne Paris-Gare de Lyon – Dijon — Vallorbe — Lausanne étaient prolongés dans le Valais jusqu'à Sion et Brigue  (relation dès le 22 janvier 1984).
Cette ligne fut exploitée en TGV Sud-Est tricourant de 1997 à 2012 et voit circuler à la place des TGV POS depuis 2011.

##### EuroCity

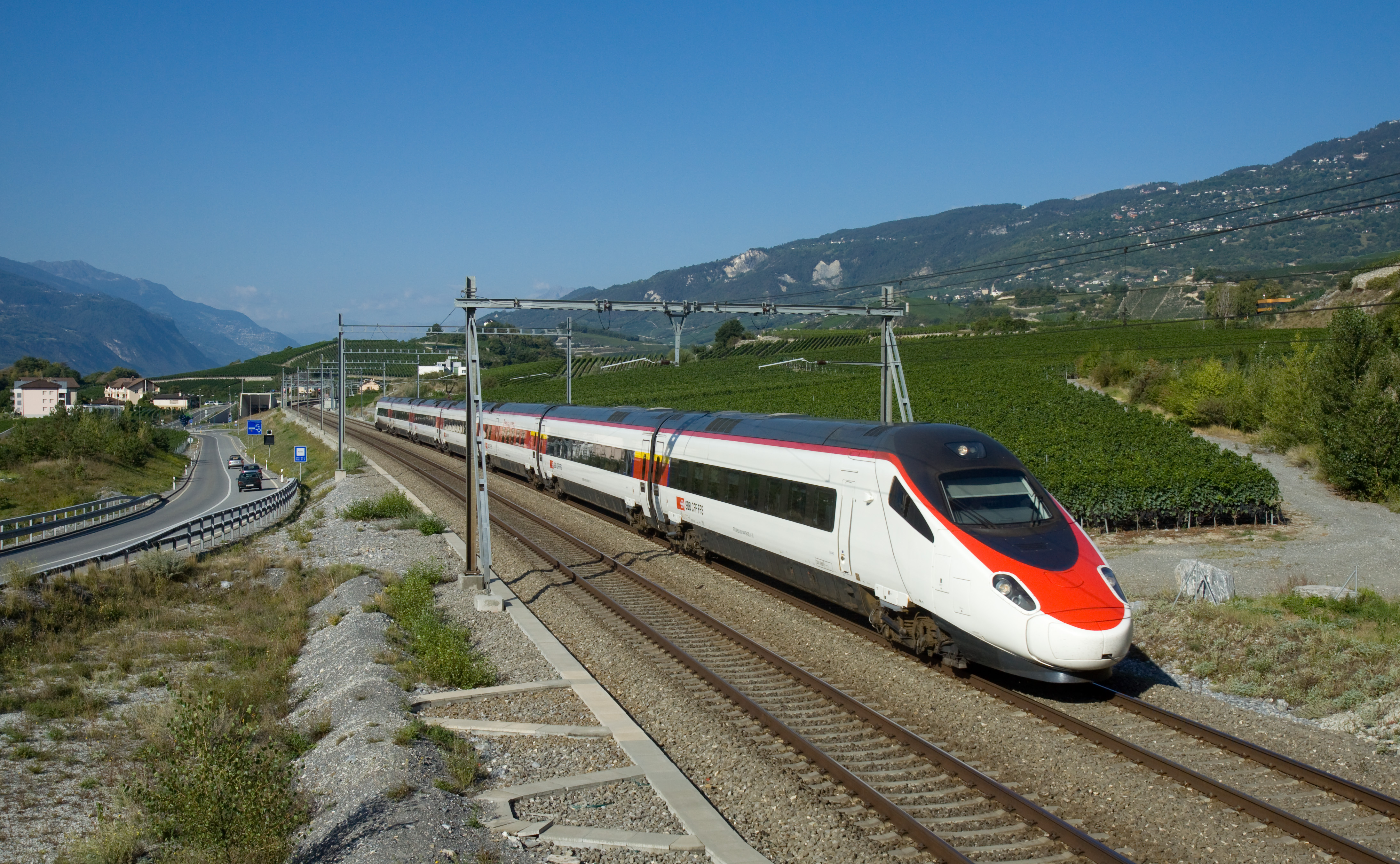
EuroCity SBB ETR 610 en livrée CFF à Salquenen, en Valais (2011)

Dès 1988, les relations TEE cessèrent et les RAe furent alors transformées en RABe EC pour assurer des relations EuroCity entre Genève-Cornavin et Milan-Centrale. Elles reçurent une nouvelle livrée gris clair/gris foncé et la seconde classe fit son apparition.
Ainsi rénovées, elles reçurent un Brunel Award récompensant leur design, ainsi que le surnom de « souris grises ».
Du 29 septembre 1996 au 13 décembre 2009, le trafic fut assuré par les rames Cisalpino. Cependant, après le démantèlement de la filiale Cisalpino en 2009, ce sont les EuroCity qui reprirent le relais afin d'assurer la liaison.
Les lignes commerciales EuroCity circulant via la ligne du Simplon sont :
- Genève-Cornavin – Lausanne – Montreux – Sion – Brigue – Domodossola – Milan-Centrale (– Venise-Santa-Lucia)
- Bâle CFF – Berne – Spiez – Viège – Brigue – Domodossola – Milan-Centrale
- Gare centrale de Francfort-sur-le-Main – Bâle CFF (– Arth-Goldau – Bellinzone  – Lugano / – Berne – Brigue) – Milan-Centrale (via le tunnel de base du Lötschberg uniquement dans le sens de l'Italie vers l'Allemagne)

Trois modèles de matériels roulants différents ont circulé en trafic EuroCity sur la ligne du Simplon au cours du temps :
- 1989 — 1995 : RABe EC
- 1996 — 2009 : Cisalpino : ETR 470 et (Apm 61 85 10-90 251-260 et Bpm 61 85 20-90 309-328)
- 2009 — ------- : ETR 610

##### Le Cisalpino

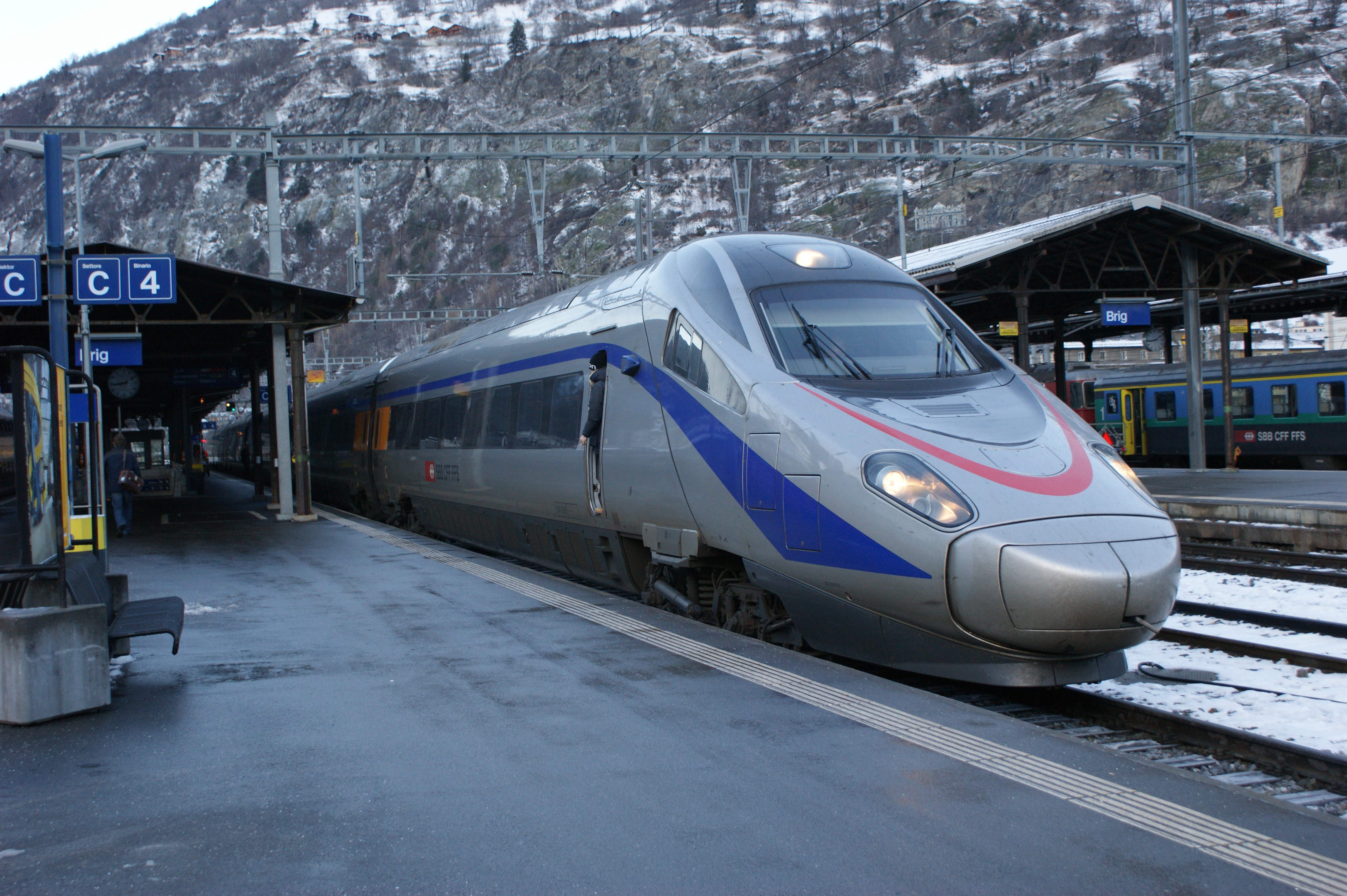
Cisalpino ETR 610 en gare à Brigue

Le 29 septembre 1996, Cisalpino reprend l'exploitation commerciale de la liaison entre Genève et Milan avec
trois paires de trains et sur la liaison, entre Bâle et Milan avec une paire de trains supplémentaire. Les rames utilisées sont des ETR 470. En 1998 suit le prolongement de ligne entre Genève et Venise.
À partir de janvier 2009, le trafic a été assuré par du matériel conventionnel (Apm 61 85 10-90 251-260 et Bpm 61 85 20-90 309-328) en raison de retard sur la construction des rames ETR 610 et de l'indisponibilité des ETR 470. Le défi étant que Cisalpino doit mettre en œuvre l'horaire déjà prévu sur la base des nouveaux ETR 610 avec du matériel roulant conventionnel . Les ETR 470 n'ont donc pas roulé jusqu'au 4 mai 2009. Dès juillet 2009, les ETR 610 sont lancés en service pré-commercial entre Genève et Milan. Le 1er octobre 2009, une paire de trains supplémentaire en direction de Venise est intégrée dans l'horaire en cours et depuis novembre, les trains Cisalpino II (ETR 610) circulent également sur l'axe du Lötschberg. On peut rouler de Genève à Milan en 3 heures50 minutes et de Bâle à Milan en 4 heures07 minutes.
Le 13 décembre 2010, les sociétés mères (Trenitalia et CFF) décident de dissoudre la société Cisalpino et de reprendre à leur compte le trafic nord-sud entre l'Italie et la Suisse. Les trains Cisalpino I (ETR 470) sont vendus aux sociétés mères, les trains Cisalpino II (ETR 610) sont jusqu'à nouvel ordre loués par Cisalpino à Trenitalia et aux CFF pendant une phase de transition. Les liaisons entre la Suisse et l'Italie sont dès lors assurées par des EuroCity.
Voir : EuroCity (dans l'article)